# Fanellia tuberculata
Fanellia tuberculata är en korallart som först beskrevs av W. Versluys 1906.  Fanellia tuberculata ingår i släktet Fanellia och familjen Primnoidae. Inga underarter finns listade i Catalogue of Life.